# Доак, Гэри
Гэ́ри Уо́лтер До́ак (англ. Gary Walter Doak; 25 февраля 1946, Онтарио, Онтарио, Канада — 25 марта 2017, Линфилд, Массачусетс, США) — канадский хоккеист, защитник. Представлял такие клубы Национальной хоккейной лиги как «Детройт Ред Уингз», «Бостон Брюинз», «Ванкувер Кэнакс» и «Нью-Йорк Рейнджерс». В составе «Бостон Брюинз» в 1970 году стал обладателем Кубка Стэнли.
Также получил известность как хоккейный тренер.

## Биография
Начинал спортивную карьеру в 1962 году в команде «Гамильтон Ред Уингс», выступавшей в юниорской Хоккейной лиге Онтарио.
Выступал на профессиональном уровне с 1965 по 1981 год.
Дебютировал в матче Национальной хоккейной лиги в сезоне 1965/66, выйдя на лёд в составе «Детройт Ред Уингз». Тем не менее, надолго в клубе не задержался, сыграл только четыре игры, и в том же сезоне перешёл в «Бостон Брюинз».
В «Бостоне» стал одним из основных защитников и, выступая вместе с такими выдающимися хоккеистами как Бобби Орр и Фил Эспозито, в 1970 году завоевал Кубок Стэнли.
В начале 1970-х годов достаточно часто менял клубы, два сезона провёл в «Ванкувер Кэнакс», некоторое время находился в составе «Нью-Йорк Рейнджерс» и «Детройт Ред Уингз». В 1973 году вернулся обратно в «Бостон Брюинз», за который выступал до конца своей спортивной карьеры.
В составе «Брюинз» принимал участие в Суперсерии 1975/1976, в рамках которой клуб встречался с советским ЦСКА, проиграв ему со счётом 2:5.
В 1981 году принял решение завершить спортивную карьеру. В общей сложности в регулярном сезоне НХЛ провел 789 игр, в которых набрал 130 очков, в том числе забросил 23 шайбы и 107 раз был ассистентом.
В 1981—1985 годах занимал должность помощника главного тренера Герри Чиверса в «Бостон Брюинз», в течение двух лет также тренировал команду Массачусетского университета в Бостоне. Регулярно участвовал в различных благотворительных мероприятиях, проводившихся в городе, выступал в матчах ветеранов «Брюинз».
Скончался вследствие онкологического заболевания.